# Сикорский, Александр Сергеевич
Александр Сергеевич Сикорский (род. 1 июня 1995) — российский футболист, вратарь.

## Биография
Воспитанник калининградской СДЮСШОР № 5 «Юность». С 2011 года выступал за юношеские команды петербургского «Зенита». В 2014 году перешёл в литовский «Тракай», но не сыграл за команду ни одного матча. В 2015 году выступал в одной из низших лиг Литвы за «Рудупис» (Пренай).
19 мая 2015 года дебютировал в высшем дивизионе Литвы в составе клуба «Стумбрас» в матче против вильнюсского «Жальгириса», в дебютной игре пропустил четыре мяча. В своём первом сезоне сыграл только два матча за «Стумбрас», а в первой половине 2016 года стал основным вратарём команды. Всего принял участие в 13 матчах чемпионата страны и двух играх Кубка Литвы.
Летом 2016 года перешёл в клуб «Луки-Энергия» из Великих Лук, выступающий в чемпионате Псковской области и соревнованиях МРО «Северо-Запад».
Окончил Балтийский федеральный университет имени Иммануила Канта, факультет высшей школы физической культуры и спорта, направление «Физическая культура».